# Districtul Altenkirchen
Altenkirchen este un district rural (Landkreis) din landul Renania-Palatinat, Germania.
1. 1 2 3  GeoNames